# Nystalea argolarma
Nystalea argolarma är en fjärilsart som beskrevs av Max Wilhelm Karl Draudt 1932. Nystalea argolarma ingår i släktet Nystalea och familjen tandspinnare. Inga underarter finns listade i Catalogue of Life.